# مجتبی عالمی
مجتبی عالمی سیاست‌مدار ایرانی بود، که در دوره بیست و چهارم مجلس شورای ملی بعنوان نماینده دامغان از استان سمنان در مجلس شورای ملی حضور داشت.